# 김영란 (1894년)
김영란(金永蘭, 1894년 ~ 1922년 7월 12일)은 한국의 독립운동가이다.
평안남도 순천 출생이며 기독교인이라는 점 외에는, 집안 환경이나 성장 과정에 대해서 잘 알려져 있지 않다.
1919년 3·1 운동이 일어났을 때는 순천 지역의 만세 시위에 참가했다. 이후 국내외에서 군자금 모집이나 테러를 위한 비밀 결사 조직들이 결성될 때, 이웃인 성천 출신의 최병갑, 김병항 등과 함께 비밀 결사 모임인 숭의단을 조직했다. 숭의단은 지역의 유력 인사와 부호들을 방문하여 반강제적으로 군자금을 모집하여 상하이의 대한민국 임시정부로 보냈다.
숭의단은 비슷한 무렵 평남 개천군에서 조직된 공성단과 연계한 뒤 독립 운동 자금 모집에 박차를 가해 일본 경찰의 추적을 받게 되었고, 이듬해 박돈수의 체포를 계기로 5월 29일 성천에서 최병갑과 함께 체포되었다. 1922년 평양형무소에서 사형이 집행되었다.

## 사후
- 1995년 건국훈장 독립장이 추서되었다.

## 참고자료
- 대한민국 국가보훈처, 이 달의 독립 운동가 상세자료 - 김영란, 1997년 보관됨 2016-04-09 - 웨이백 머신
- 공훈전자사료관, 유공자 정보 - 김영란[깨진 링크]